# Jean Rhys
Jean Rhys, CBE (/riːs/; tên khai sinh Ella Gwendolyn Rees Williams (24 tháng 8 năm 1890  - 14 tháng 5 năm 1979), là một tiểu thuyết gia giữa thế kỷ 20, sinh ra và lớn lên ở đảo Dominica thuộc vùng biển Caribbean. Từ năm 16 tuổi, bà chủ yếu cư trú tại Anh, nơi bà được gửi đi học. Bà nổi tiếng với tiểu thuyết Wide Sargasso Sea (1966), được viết như một tiền truyện của Jane Eyre của Charlotte Brontë. Năm 1978, bà được trao tặng Huân chương của Đế quốc Anh cho tác phẩm của mình.

## Sự nghiệp sáng tác
Năm 1924 Rhys chịu ảnh hưởng của nhà văn người Anh Ford Madox Ford. Sau khi bà gặp Ford ở Paris, Rhys đã viết truyện ngắn dưới sự bảo trợ của ông. Ford nhận ra rằng trải nghiệm của bà khi còn là một người lưu vong đã cho Rhys một quan điểm độc đáo và ông ca ngợi "bản năng duy nhất về hình thức" của bà. "Đến từ Tây Ấn, ông tuyên bố, 'với một cái nhìn sâu sắc đáng sợ và... niềm đam mê trong việc nêu rõ tình thế của kẻ dưới quyền, cô ấy đã buông bút trên bờ trái của thế giới cũ'." Chính Ford đã đề nghị bà đổi tên thành Jean Rhys (từ Ella Williams). Vào thời điểm đó, chồng bà đang ở tù vì những gì Rhys mô tả là bất thường về tiền tệ.
Rhys chuyển đến cùng với Ford và cộng tác lâu năm của ông, Stella Bowen. Một cuộc tình với Ford xảy ra sau đó, mà bà miêu tả dưới dạng hư cấu trong tiểu thuyết Quartet của mình.
Với Voyage in the Dark (1934) Rhys tiếp tục miêu tả một người phụ nữ bị ngược đãi, không có điểm tựa. Tại đây, nhân vật chính của bà là một cô gái hợp xướng trẻ lớn lên ở Tây Ấn và cảm thấy xa lạ ở Anh. Trong Good Morning, Midnight xuất bản năm 1939, Rhys sử dụng dòng ý thức đã được sửa đổi để nói lên những trải nghiệm của một người phụ nữ già.
Vào những năm 1940, Rhys rút lui khỏi cuộc sống tấp nập. Từ năm 1955 đến 1960, bà sống ở Bude ở Cornwall, nơi bà không hạnh phúc, gọi đó là "Bude the Obscure", trước khi chuyển đến Cheriton Fitzpaine ở Devon.
Sau một thời gian dài vắng bóng trong mắt công chúng, bà đã xuất bản Wide Sargasso Sea vào năm 1966, sau nhiều năm soạn thảo và hoàn thiện nó. Bà dự định đó là câu chuyện của người phụ nữ mà Rochester kết hôn và ở trong căn gác của anh ta ở Jane Eyre. Mọi thứ đều ổn trước khi bà định cư ở Bude, cuốn sách đã giành giải thưởng văn học WH Smith uy tín năm 1967. Bà trở lại chủ đề thống trị và phụ thuộc, đặc biệt là trong hôn nhân, miêu tả mối quan hệ đau khổ lẫn nhau giữa một người đàn ông Anh đặc quyền và một phụ nữ Creole từ Dominica đã bất lực khi bị anh ta và người khác lừa dối. Người đàn ông và phụ nữ bước vào hôn nhân theo những giả định sai lầm về người kia. Nhân vật chính của bà kết hôn với ông Rochester và trở nên xấu đi ở Anh với tư cách là "người phụ nữ điên trên gác mái". Rys miêu tả người phụ nữ này từ một góc nhìn hoàn toàn khác với quan điểm được vẽ trong Jane Eyre. Dana Athill của nhà xuất bản André Deutsch đã đánh canh bạc khi cho xuất bản Wide Sargasso Sea; nhà văn Francis Wyndham đã giúp vực dậy sự quan tâm đến tác phẩm của Rhys.

## Mục lục
- The Left Bank and Other Stories, 1927
- Postures, novel, 1928 (published in the US as Quartet, 1929)
- After Leaving Mr. Mackenzie, novel, 1931
- Voyage in the Dark, novel, 1934
- Good Morning, Midnight, novel, 1939
- Wide Sargasso Sea, novel, 1966
- Tigers Are Better-Looking: With a Selection from 'The Left Bank' , stories, 1968
- Penguin Modern Stories 1, 1969 (with Bernard Malamud, David Plante và William Sansom)
- My Day: Three Pieces, stories, 1975
- Sleep It Off Lady, stories, 1976
- Smile Please: An Unfinished Autobiography, 1979
- Jean Rhys Letters 1931–1966, 1984
- Early Novels, 1984
- The Complete Novels, 1985
- Tales of the Wide Caribbean, stories, 1985
- The Collected Short Stories, 1987
- Let Them Call It Jazz, stories,1995

### Lưu trữ
Các giấy tờ và di bút của Rhys được lưu trữ trong Thư viện McFarlin của Đại học Tulsa.